# Nubar Ozanyan
Nubar Ozanyan (en arménien Նուպար Օզանեան), né en 1956 à Yozgat (Turquie) et mort en 2017 à Raqqa (Syrie), aussi connu sous le nom de guerre Orhan Bakırcıyan, est un révolutionnaire communiste et combattant turc d'origine arménienne, connu pour avoir été l'un des commandants de la branche armée du Parti communiste de Turquie/marxiste-léniniste (TKP/ML). Il prend part à un certain nombre de conflits et meurt au combat contre l'État islamique lors de la bataille de Raqqa.

## Biographie
Nubar Ozanyan naît en 1956 dans une famille arménienne modeste à Yozgat, en Turquie. Sa mère meurt alors qu'il est très jeune. Il se familiarise avec l'idéologie révolutionnaire communiste et rejoint le Parti communiste de Turquie/marxiste-léniniste (TKP/ML).

Emblème de l'Armée Ouvrière et Paysanne de Libération de la Turquie, bras armée du TKP/ML.

Après le coup d'État du 12 septembre 1980 en Turquie, Nubar Ozanyan fuit le pays pour la France,, où il aurait été l'un des défenseurs de Yılmaz Güney.
À la fin des années 1980, Nubar Ozanyan intègre TİKKO, la branche armée du TKP/ML.
En 1988, il se rend en Palestine et combat les forces israéliennes aux côtés du Front populaire de libération de la Palestine lors de la Première intifada,,. En 1990, il est entraîné par des combattants locaux dans la plaine de la Bekaa (Liban).
En 1991-1992, Nubar Ozanyan prend part à la guerre du Haut-Karabagh contre l’Azerbaïdjan,.
Il retourne ensuite en Turquie en 1992, dans la province de Tunceli, où il prend part à l'insurrection maoïste. À cette époque, il grimpe les échelons du TKP/ML et devient un organisateur, idéologue, recruteur, instructeur et officier de première ligne.
En 2013, il est instructeur militaire pour des combattants du TİKKO au Kurdistan irakien. En juillet 2015, il devient l'un des commandants du Bataillon international de libération (BIL) nouvellement formé en Syrie, dont l'objectif est de prêter assistance aux forces des YPG/YPJ dans la lutte contre l’État islamique. À ce poste, il aurait entraîné « beaucoup de combattants internationalistes kurdes, turcs, arméniens, arabes, palestiniens, grecs, canadiens, sardes, belges et français ». En parallèle, il œuvre pour que le TKP/ML survive et reste actif en Turquie, où les problèmes se multiplient pour le parti, les forces armées turques intensifiant leur campagne de contre-insurrection après le déclenchement de la troisième phase du conflit kurde en Turquie (voir Kurdish–Turkish conflict (2015–present) (en)),.
Nubar Ozanyan retourne brièvement dans la province de Tunceli fin 2016 ou début 2017, puis reprend du service dans le BIL. Il participe à la bataille de Raqqa, alors capitale auto-proclamée de l’État islamique, et perd la vie dans les combats le 14 août 2017, à l'âge de 61 ans.

## Œuvre
Nubar Ozanyan était en mesure de lire, écrire et parler le turc, l'arménien et le russe, et il aurait traduit un certain nombre de traités radicaux.

## Hommages
Sa mort est déplorée par le TKP/ML, le mouvement arménien Nor Zartonk d'Istanbul,, les YPG, l'IRPGF,,, le THKP-C/MLSPB, le MLPD et le PFLP.
Le 24 avril 2019, les Forces démocratiques syriennes forment leur premier bataillon arménien qui est baptisé le Bataillon Nubar Ozanyan.